# 高齢化

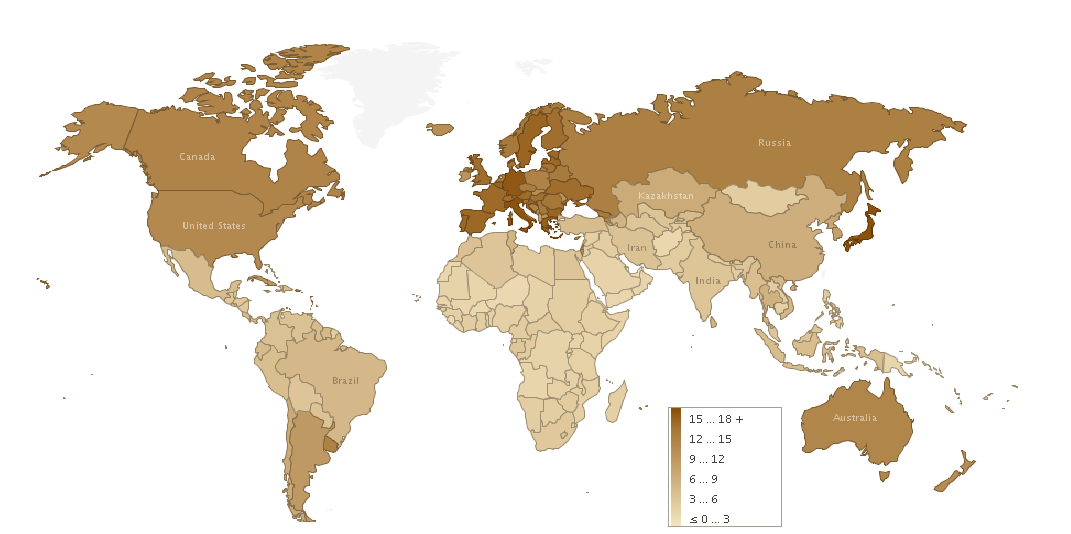
各国の65歳人口割合（%）

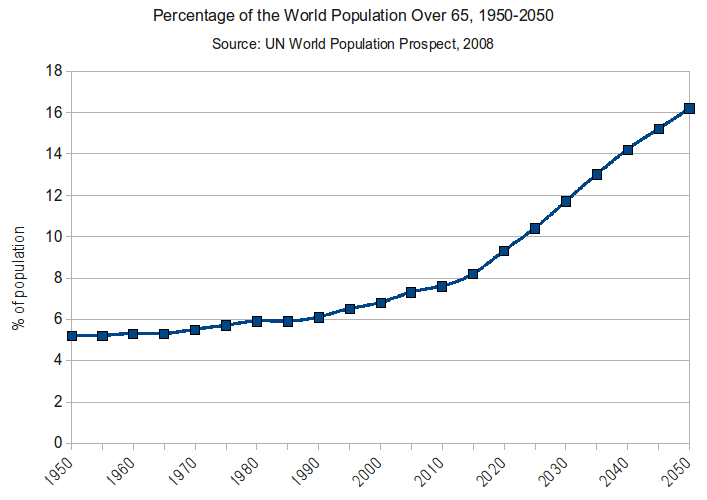
世界人口における65歳以上人口割合

OECD各国の老人(65-歳)一人あたり、生産年齢(20-64歳)人口。
濃橙は2012年時点、薄橙は2050年の予想

高齢化（こうれいか、Population ageing）とは、出生率の低下と平均寿命の上昇によって起こる平均年齢の上昇のこと。老齢化ともいう。
また、一般に高齢化率が7%を超えた社会を高齢化社会、14%を超えると高齢社会、21%を超えると超高齢社会と呼ばれる。
高度に社会福祉制度が発達した国家にあっては、その負担に応じるため労働人口が子孫繁栄よりも現実にある高齢化対策に追われるため、少子化が進行してさらなる高齢化を助長していく場合が多い。高齢化と少子化とは必ずしも同時並行的に進むとは限らないが、年金・医療・福祉など財政面では両者が同時進行すると様々な問題が生じるため、少子高齢化と一括りにすることが多い。
平均寿命の上昇による高齢化は、かつては先進国・高所得国に多く見られたが、近年ではほとんどの開発途上国にも散見される。
現在の高齢人口は、人類史上最多である。
国際連合は、2050年には世界人口の18%が65歳以上となると予測している。OECD諸国においては現加盟国の全てにおいて、2050年には1人の老人（65歳以上）を3人以下の生産人口（20-65歳）にて支える超高齢社会となると予測されている。

## 分類
高齢化社会という用語は、1956年（昭和31年）の国際連合の報告書において、「当時の欧米先進国の水準を基に、7%以上を『高齢化した（aged）』人口と呼んでいたことに由来するのではないか」とされているが、必ずしも定かではない。一般的には、高齢化率（65歳以上の人口が総人口に占める割合）によって以下のように分類される。
高齢化率7%以上で高齢化社会（aging society）、同14%以上で高齢社会（aged society）、同21%以上で超高齢社会（super-aged society）とされる。

### 高齢化社会
高齢化社会（aging society）は、高齢者の割合が7 - 14%
| 突入年 | 国名                                                     |
| ------ | -------------------------------------------------------- |
| 1864年 | フランス                                                 |
| 1885年 | ノルウェー                                               |
| 1887年 | スウェーデン                                             |
| 1927年 | イタリア                                                 |
| 1929年 | イギリス                                                 |
| 1931年 | スイス                                                   |
| 1932年 | ドイツ                                                   |
| 1939年 | オーストラリア                                           |
| 1941年 | ハンガリー                                               |
| 1942年 | アメリカ合衆国                                           |
| 1945年 | カナダ                                                   |
| 1947年 | スペイン                                                 |
| 1964年 | ロシア ポーランド                                        |
| 1966年 | キプロス                                                 |
| 1967年 | アルゼンチン                                             |
| 1970年 | 日本                                                     |
| 1971年 | イスラエル                                               |
| 1972年 | モルドバ                                                 |
| 1974年 | キューバ                                                 |
| 1979年 | アルバ ジャマイカ                                        |
| 1981年 | 香港                                                     |
| 1985年 | アンティグア・バーブーダ                                 |
| 1992年 | アルメニア                                               |
| 1993年 | 台湾 カザフスタン                                        |
| 1994年 | アルジェリア チリ                                        |
| 1997年 | バングラデシュ                                           |
| 1998年 | 韓国 中華人民共和国                                      |
| 1999年 | チュニジア                                               |
| 2000年 | タイ                                                     |
| 2001年 | シンガポール トリニダード・トバゴ 朝鮮民主主義人民共和国 |
| 2003年 | スリランカ                                               |
| 2004年 | トルコ                                                   |
| 2006年 | コスタリカ                                               |
| 2007年 | エルサルバドル                                           |
| 2009年 | ブラジル パナマ                                          |
| 2010年 | コロンビア                                               |
| 2012年 | ペルー                                                   |
| 2014年 | バハマ ボリビア メキシコ スリナム                        |
| 2015年 | ドミニカ共和国 エクアドル                                |
| 2016年 | モロッコ ベネズエラ レバノン                             |
| 2018年 | マレーシア ベトナム                                      |
| 2019年 | ガイアナ パラグアイ アルジェリア                         |
| 2020年 | インド イラン                                            |
| 2021年 | アゼルバイジャン インドネシア ミャンマー                 |
| 2022年 | ジャマイカ ドミニカ共和国 スリナム アゼルバイジャン      |

### 高齢社会
高齢社会（aged society）とは、高齢化率が14 - 21%の社会
| 突入年 | 国名                                            |
| ------ | ----------------------------------------------- |
| 1968年 | オーストリア                                    |
| 1970年 | ドイツ スウェーデン                             |
| 1971年 | ベルギー                                        |
| 1973年 | イギリス                                        |
| 1974年 | ノルウェー                                      |
| 1976年 | デンマーク フランス                             |
| 1977年 | ルクセンブルク                                  |
| 1979年 | スイス                                          |
| 1987年 | イタリア                                        |
| 1989年 | ブルガリア                                      |
| 1990年 | ポルトガル ギリシャ                             |
| 1991年 | フィンランド スペイン                           |
| 1994年 | 日本                                            |
| 1995年 | ウクライナ クロアチア エストニア                |
| 1996年 | ラトビア                                        |
| 1999年 | オランダ ベラルーシ スロベニア リトアニア       |
| 2000年 | セルビア                                        |
| 2001年 | ルーマニア                                      |
| 2002年 | ジョージア                                      |
| 2003年 | マルタ                                          |
| 2004年 | ウルグアイ                                      |
| 2008年 | カナダ プエルトリコ                             |
| 2011年 | オーストラリア ポーランド                       |
| 2012年 | ニュージーランド アメリカ合衆国 香港 バルバドス |
| 2014年 | キューバ スロバキア アンドラ                    |
| 2015年 | ロシア アイスランド                             |
| 2017年 | 韓国 アイルランド                               |
| 2018年 | 台湾 アルバニア アルバ キプロス 北マケドニア    |
| 2021年 | タイ シンガポール モルドバ                      |
| 2022年 | 中華人民共和国                                  |

### 超高齢社会
超高齢社会（Super-aged society、Hyper-aged society） 20% - 21%以上
| 突入年 | 国名                                                                      |
| ------ | ------------------------------------------------------------------------- |
| 1962年 | モナコ                                                                    |
| 2005年 | 日本 イタリア                                                             |
| 2007年 | ドイツ                                                                    |
| 2012年 | ギリシャ                                                                  |
| 2013年 | ポルトガル                                                                |
| 2014年 | フィンランド ブルガリア                                                   |
| 2015年 | スウェーデン ラトビア                                                     |
| 2016年 | クロアチア セルビア                                                       |
| 2017年 | デンマーク フランス マルタ                                                |
| 2018年 | スロベニア リトアニア エストニア                                          |
| 2019年 | オランダ スペイン チェコ プエルトリコ ハンガリー アメリカ領ヴァージン諸島 |
| 2020年 | サンマリノ                                                                |
| 2021年 | ルーマニア ベルギー 香港 バミューダ諸島                                   |
| 2022年 | オーストリア                                                              |

## 将来展望
| 年             | 2015年 | 2015年  | 2015年   | 2015年   | 2050年 | 2050年  | 2050年   | 2050年   | 2100年 | 2100年  | 2100年   | 2100年   |
| 年齢           | 0-14歳 | 15-59歳 | 60歳以上 | 80歳以上 | 0-14歳 | 15-59歳 | 60歳以上 | 80歳以上 | 0-14歳 | 15-59歳 | 60歳以上 | 80歳以上 |
| -------------- | ------ | ------- | -------- | -------- | ------ | ------- | -------- | -------- | ------ | ------- | -------- | -------- |
| 全世界         | 26.0%  | 61.7%   | 12.3%    | 1.7%     | 21.3%  | 57.2%   | 21.5%    | 4.5%     | 17.7%  | 54.0%   | 28.3%    | 8.4%     |
| 日本           | 12.9%  | 54.1%   | 33.1%    | 7.8%     | 12.4%  | 45.1%   | 42.5%    | 15.1%    | 13.4%  | 45.6%   | 40.9%    | 18.5%    |
| ドイツ         | 12.9%  | 59.5%   | 27.6%    | 5.7%     | 12.4%  | 48.3%   | 39.3%    | 14.4%    | 13.4%  | 46.9%   | 39.7%    | 16.2%    |
| フランス       | 18.5%  | 56.3%   | 25.2%    | 6.1%     | 16.8%  | 51.4%   | 31.8%    | 11.1%    | 15.5%  | 48.6%   | 35.9%    | 14.7%    |
| イタリア       | 13.7%  | 57.7%   | 28.6%    | 6.8%     | 13.0%  | 46.3%   | 40.7%    | 15.6%    | 13.7%  | 46.4%   | 39.9%    | 17.9%    |
| 大韓民国       | 14.0%  | 67.5%   | 18.5%    | 2.8%     | 11.4%  | 47.1%   | 41.5%    | 13.9%    | 13.3%  | 45.0%   | 41.6%    | 17.7%    |
| スウェーデン   | 17.3%  | 57.2%   | 25.5%    | 5.1%     | 17.4%  | 53.0%   | 29.6%    | 9.5%     | 16.0%  | 50.4%   | 33.6%    | 13.0%    |
| イギリス       | 17.8%  | 59.2%   | 23.0%    | 4.7%     | 16.6%  | 52.7%   | 30.7%    | 9.7%     | 15.2%  | 49.7%   | 35.1%    | 13.7%    |
| アメリカ合衆国 | 19.0%  | 60.4%   | 20.7%    | 3.8%     | 17.5%  | 54.7%   | 27.9%    | 8.3%     | 16.3%  | 51.1%   | 32.6%    | 11.5%    |

## 高齢化のメカニズム
国・地域の人口構成は、発展途上段階から経済成長とともに、多産多死型→多産少死型→少産少死型と変化し、これを人口転換という。

インドの人口ピラミッド
フランス
ドイツ

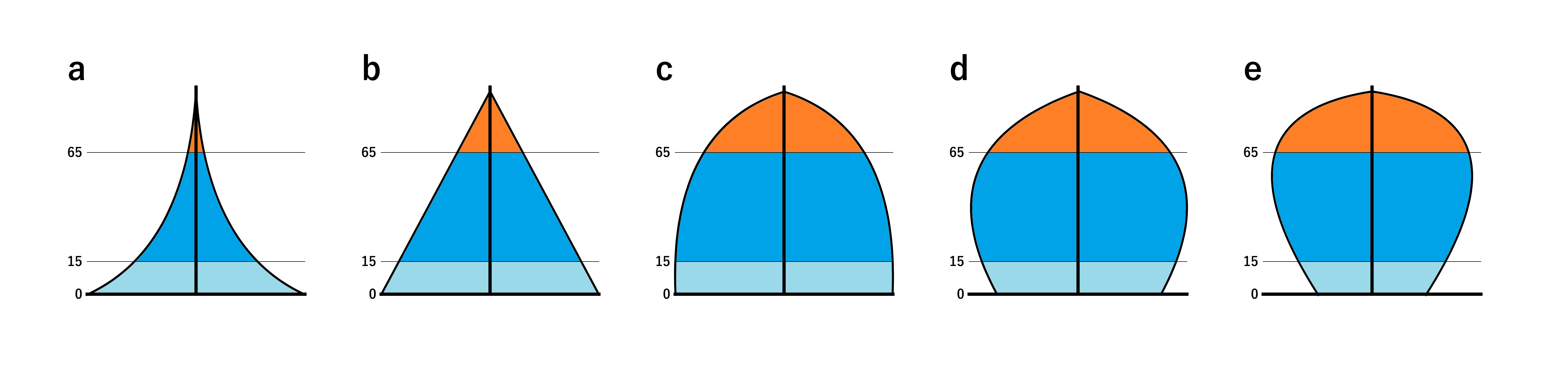
富士山型、ピラミッド型、釣鐘型、つぼ型（d及びe）

発展途上段階では、衛生環境が不十分で乳幼児の死亡率が高いこと、単純労働の需要が大きいため初等・中等教育を受けていない子供も労働力として期待されること、福祉環境が貧弱なため老後を子供に頼らなければならないことなどから、希望子ども数が大きい。また育児・教育環境や生活水準に比して予定子ども数も大きい。このとき人口ピラミッドは、底辺が高さに比べて大きい三角形の形状に近似し、富士山型と言われる。
経済成長は衛生状態の改善と医療水準の向上をもたらすため、乳幼児の死亡が減り、平均寿命が延びる。そのため人口ピラミッドは、若年層が徐々に膨らむことでピラミッド型へと変化し、人口爆発が生じる。
経済発展による社会の変化が進むと、知的労働の需要が増して子供の労働需要が減退すること、福祉環境の充実により老後の生活を社会が支えるようになることなどから、希望子ども数が減少する。また育児・教育環境や生活水準に比して予定子ども数も小さくなる。一方、平均寿命の延びは鈍化するが、中年以下の死亡率はさらに低下する。このとき年少人口の低位安定と高齢人口の増加により、人口ピラミッドは釣鐘型になる。
近代以降、人口爆発を経験した先進諸国は、人口安定的と予想された少産少死社会の実現を目標としてきた。しかし1970年代に急激な合計特殊出生率低下が生じて以降、出生率人口置換水準（2.08）は回復されず少子化が起きた。特に日本、ドイツ、イタリアなどは年少人口が減少し続け、1990年代後半には人口ピラミッドは口がすぼんだつぼ型へと変化し、高齢化率が急上昇している。
このように、高齢化は総人口および年少人口が安定または減少する中で、高齢人口が相対的に増加していくことによって生じる。

## 平均寿命
平均余命とは、一定期間の（例えば1年間における）各歳のごとの死亡率が今後とも同じと仮定して、ある年齢の人が平均して後何年生きるかを表したものであり、特にゼロ歳の平均余命を平均寿命という。
平均寿命の延びの主な要因としては、乳幼児死亡率の低下、抗生物質による結核の死亡率の低下、公衆衛生の普及により生活環境が整備され伝染病による死亡率の低下、などである。また、最近の平均寿命の延びに大きく寄与しているのは、成人病、特に脳血管疾患の減少による中高年層の死亡率の改善である。

## 各国と地域の高齢化
| 順位 | 2015年             | 年齢（歳） | 2030年予想   | 年齢（歳） | 2050年予想               | 年齢（歳） |
| ---- | ------------------ | ---------- | ------------ | ---------- | ------------------------ | ---------- |
| 1位  | 日本               | 46.5       | 日本         | 51.5       | その他の地域             | 56.2       |
| 2位  | ドイツ             | 46.2       | イタリア     | 50.8       | 大韓民国                 | 53.9       |
| 3位  | 仏領マルティニーク | 46.1       | ポルトガル   | 50.2       | 日本                     | 53.3       |
| 4位  | イタリア           | 45.9       | スペイン     | 50.1       | ボスニア・ヘルツェゴビナ | 53.2       |
| 5位  | ポルトガル         | 44.0       | ギリシャ     | 48.9       | シンガポール             | 53         |
| 6位  | ギリシャ           | 43.6       | 香港         | 48.6       | 香港                     | 52.7       |
| 7位  | ブルガリア         | 43.5       | ドイツ       | 48.6       | ポルトガル               | 52.5       |
| 8位  | オーストリア       | 43.2       | その他の地域 | 48.1       | ギリシャ                 | 52.3       |
| 9位  | 香港               | 43.2       | スロベニア   | 48.1       | キューバ                 | 51.9       |
| 10位 | スペイン           | 43.2       | 大韓民国     | 47.5       | ポーランド               | 51.8       |

### 中国

中国

国際連合人口部によると、中国の生産年齢人口（15-59歳）は、2015年頃にピークを迎える（67.6%）と予想されていたがさらに早い2012年にピークを迎えた。今後は2050年に50.0%、2100年には46.9%まで減少する少子高齢化になることが予測されている。人口も2030年頃の14億6000万人がピークとなり、2100年には10億人にまで減少すると推測されたが、実際には2021年末の14億1260万人がピークとなった。

### 日本
日本は、国勢調査の結果では1970年（昭和45年）調査（7.1%）で高齢化社会、1995年（平成7年）調査（14.5%）で高齢社会になったことがわかった。また、人口推計の結果では、2007年（平成19年）（21.5%）に超高齢社会となった。

出生率中位・死亡率中位シナリオにおける2065年の人口ピラミッド予測

日本は平均寿命、高齢者数、高齢化のスピードという三点において、世界一の高齢化社会といえる。総務省が発表した2023年9月15日時点の推計人口によると、65歳以上の人口は3623万人となり、総人口に占める割合は29.1％と過去最高を更新、人口の4人に1人が高齢者となった。
日本の少子高齢化の原因は、出生数が減り、一方で、平均寿命が延びて高齢者が増えているためである。日本の人口構成を人口ピラミッドで見ると、第1次ベビーブームの1947-1949年（昭和22-24年）生まれと第2次ベビーブームの1971-1974年（昭和46-49年）生まれの2つの世代に膨らみがあり、出生数の減少で若い世代の裾が狭まっている。また、第1次ベビーブームのいわゆる団塊の世代が、2012年から2014年にかけて高齢者の定義である65歳に到達するため、高齢化のスピードが最も早まる。それ以降は徐々に高齢化のペースは弱まるが、2040年には高齢化率は35%、2070年には39%に達すると推計されている。

#### 日本の高齢化率
1935年（昭和10年）の高齢化率が4.7%と最低であった。1950-1975年は出生率低下によって、それ以降は、死亡率の改善により高齢化率が上昇した。先進諸国の高齢化率を比較してみると、日本は1980年代までは下位、1990年代にはほぼ中位であったが、2010年（平成22年）には23.1%となり、世界に類を見ない水準に到達している。
また、高齢化の速度について、高齢化率が7％を超えてからその倍の14%に達するまでの所要年数（倍化年数）によって比較すると、フランスが115年、スウェーデンが85年、比較的短いドイツが40年、イギリスが47年であるのに対し、日本は、1970年（昭和45年）に7%を超えると、その24年後の1994年（平成6年）には14%に達している。さらに総務省は2007年（平成19年）11月1日の推計人口において、75歳以上の総人口に占める割合が10％を超えたことを発表した。このように日本の高齢化は、世界に例をみない速度と言われていたが、7％から14%になるまで韓国は2000年から2018年までの18年であったようにさらに速い進行の国も出てきている。

### ドイツ
ドイツは現在、深刻な超高齢化社会のひとつである。ドイツの 65歳以上の人口は増加し続け、2050年までに総人口のほぼ3分の1に達すると推測されている。この人口動態の変化に照らして、ドイツ政府はさまざまな訓練や教育プログラム、および退職制度の改革を通じて、高齢者の労働参加率を高めるために取り組んでいる。労働参加率はまだ比較的低いものの、ドイツの高齢者は高いレベルのボランティア活動を行っている。

## 影響

### シルバー民主主義の到来

日本の福祉に占める高齢者関連支出（100億円）

高齢化社会の進展に伴い、政治家が高齢者を重視した政策を打ち出さなければならなくなり、現役労働者である若年・中年層よりも、引退し年金を受け取っている高齢者を優遇せざるを得ないという政治状況になりつつある。また、高齢者の方が若年層よりも投票率が高いため、投票における高齢者票の重みは実際の人口比よりも高い傾向がある。これは、一般にシルバー民主主義と呼ばれている。顕著な例としては、75歳以上を対象とする後期高齢者医療制度への反発が第45回衆議院議員総選挙における自民党大敗および民主旋風の一因になった。しかし、高齢者への偏重は若年層の不満を招き、世代間の対立を招く可能性があるという意見もある。